# Кармана
40°8′29″ пн. ш. 65°21′54″ сх. д. / 40.14139° пн. ш. 65.36500° сх. д.
Кармана (узб. Кармана, Karmana) — міське селище в Узбекистані, центр Карманинського району Навоїйської області.
Розташоване на лівому березі Зеравшану, за 8 км на північ від залізничної станції Навої. Північне передмістя Навої. Через селище проходить автошлях E40.
У 1979—1999 роках Кармана мала статус міста. У 1999 році Кармана була включена в межі міста Навої, і на її території був створений Карманинський район міста Навої. З 1 січня 2004 року Карманинський район міста Навої ліквідований, його територія включена в межі Навоїйського району, а Навоїйський район перейменований на Карманинський. Кармана, відновлена як міське селище, стала центром Карманинського району.
Населення 16767 мешканців (перепис 1989).